# Axel Björnström
Axel Erik Gustaf Björnström (Stoccolma, 10 settembre 1995) è un calciatore svedese, difensore dell'IFK Värnamo.

## Carriera
Björnström è cresciuto nelle giovanili dell'FC Djursholm, ma è con la maglia del Vasalund che ha iniziato a giocare a livello senior: dal 2015 al 2017 infatti ha disputato tre campionati di Division 1, il terzo livello del calcio svedese.
Nel dicembre 2017, poche settimane dopo aver svolto un provino con l'AIK, è stato annunciato il suo trasferimento dal Vasalund – appena retrocesso in quarta serie – al Sirius, che invece si apprestava a disputare il campionato di Allsvenskan. La prima stagione di Björnström nel massimo campionato svedese lo ha visto scendere in campo in 14 occasioni, di cui 6 da titolare, mentre nel campionato successivo le presenze sono state 25 condite dal suo primo gol in Allsvenskan (all'ultima giornata, nel 3-0 casalingo sul Kalmar). Nell'Allsvenskan 2020 è stato l'unico giocatore del Sirius a scendere in campo in tutte e 30 le giornate in programma, aggiungendo anche cinque reti.
Björnström ha iniziato con la maglia del Sirius anche la stagione svedese 2021, ma a luglio è stato ceduto ai russi dell'Arsenal Tula con cui ha firmato un biennale. È sceso in campo in 8 partite di Prem'er-Liga e in 2 di Coppa di Russia, fintanto che nel marzo 2022 si è svincolato nel periodo in cui era entrato nel vivo il conflitto armato in Ucraina.
Il 9 marzo 2022 Björnström è stato presentato dall'AIK, la squadra di cui è tifoso tanto da essere stato abbonato per 15 anni prima di diventare un calciatore professionista. Nell'Allsvenskan 2022 ha totalizzato 26 presenze e 0 gol, tuttavia una sua rete ai tempi supplementari ha permesso di superare il secondo turno di UEFA Europa Conference League 2022-2023 contro gli ucraini del Vorskla, poi pochi minuti dopo si è rotto il naso ma è rimasto in campo fino al fischio finale. Ha vestito la maglia nerogialla per tre stagioni durante le quali ha alternato presenze dalla panchina ad altre da titolare, totalizzando complessivamente 79 presenze ufficiali tra campionato e coppe. Il suo contratto, in scadenza il 31 dicembre 2024, non è stato infatti rinnovato dalla dirigenza.
Il 31 gennaio 2025 è passato a parametro zero all'IFK Värnamo con un contratto triennale.